# هاینکل هادی ۵۵
هاینکل ۵۵ (به انگلیسی: Heinkel HD 55) یک هواگرد ساختِ کارخانهٔ هاینکل در کشور آلمان است. نخستین استفاده‌کنندهٔ این هواگرد نیروی دریایی شوروی بوده‌است. این هواگرد برای نخستین بار در ۱۹۲۹ میلادی مورد استفاده قرار گرفت.